# Rhinephyllum macradenium
Rhinephyllum macradenium là một loài thực vật có hoa trong họ Phiên hạnh. Loài này được L. Bolus miêu tả khoa học đầu tiên.